# Спајдермен: Далеко од куће
Спајдермен: Далеко од куће (енгл. Spider-Man: Far From Home) је амерички научнофантастични суперхеројски филм из 2019. године, редитеља Џона Вотса и наставак филма Спајдермен: Повратак кући из 2017. године. Сценарио потписују Крис Макена и Ерик Самерс по стрипу Спајдермен аутора Стена Лија и Стива Дитка, док су продуценти филма Кевин Фајги и Ејми Паскал. Ово је двадесет и трећи филм из Марвеловог филмског универзума. Насловну улогу тумачи Том Холанд, док су у осталим улогама Зендеја, Мариса Томеј, Џејк Џиленхол, Коби Смалдерс, Самјуел Л. Џексон и Џон Фавро. Радња филма прати Питера Паркера, кога Ник Фјури и Мистерио регрутују како би се суочио са Елементалима, док је на школском путовању по Европи.
Преговори о наставку филма Спајдермен: Повратак кући су почели у октобру 2016, а пројекат је потврђен касније те године. Холанд, Вотс и сценаристи су потврдили да ће учествовати и на овом филму, а Џексон и Џиленхол су се придружили снимању 2018. године. Холанд је објавио име филма пре снимања, које је почело у јулу, а филм је сниман у Енглеској, Чешкој, Италији и Њујорку. Продукција је завршена у октобру 2018. године. Филм је имао најскупљу маркетиншку кампању за један филм икада и покушао је да избегне откривање спојлера за филм Осветници: Крај игре, пре његове премијере у априлу 2019. године.
Филм је премијерно приказан 26. јуна 2019. у Холивуду, док је у америчким биоскопима реализован 2. јула исте године. У филму су похваљени хумор, визуелни ефекти и глума. Зарадио је преко 1,1 милијарди долара широм света, што га је учинило првим филмом о Спајдермену који је зарадио преко милијарду долара, као и четвртим најуспешнијим филмом из 2019. године. Наставак, Спајдермен: Пут без повратка, премијерно је приказан 2021. године.

## Радња
У Икстенку, Мексико, Ник Фјури и Марија Хил истражују необичне олују коју је изазвао један од Земљиних Елемената. Квентин Бек, човек са супер-моћима, појави се и порази Елемента. У Њујорку, Градска школа за науку и технологију започиње поново академску годину због ђака који је Танос избрисао са лица Земље. Школа организује двонедељну екскурзију у Европи, што Питеру Паркеру, још увек дубоко потресеном смрћу Тонија Старка, даје шансу да узме паузу од херојстава и призна осећања према својој школској другарици, Ем-Џеј. На добротворној забави коју води његова тетка Меј, Хепи Хоган упозори Паркера да ће га контактирати Ник Фјури, бивши директор Ш.И.Л.Д.-а. Паркер одбруси Хогану да није заинтересован у одлази када медији помену Тонија Старка.
Паркер са одељењем путује у Венецију, Италија. Његов школски друг, Бред, такође показује заинтересованост за Ем-Џеј. Водени Елемент напада Венецију што у граду ствара хаос. У помоћ долази Бек, који одбија напад створења. Фјури се на силу састаје са Паркером и даје му наочаре које је Тони Старк оставио свом наследнику. Наочаре су опремљене системом вештачке интелигенције И.Д.И.Т. која располаже са великом палетом информација, као и оружјем које је Старк оставио на сателитима у Земљиној орбити. Бек тврди да су Елементи побили његову породицу и уништили планету Мултиверзума на којој је он живео. Паркер одбије да се придружи борби и бира да настави пут са одељењем.
Фјури преусмерава Паркеров разред са пута у Париз и они путују у Праг, где се очекује напад ватреног Елемента. Чудовиште се појави на Прашком карневалу, али га Бек уз Паркерову помоћ порази. Фјури и Хил позивају Паркера на састанак у Берлин како би размотрили стварање новог тима суперхероја који ће наследити Осветнике. Паркер одлучи да да Беку И.Д.И.Т. наочаре, сматрајући да их он више заслужује. Оно што Паркер не зна је да Бекова прошлост у Старк Индустрији, где је био холограмиста пре него је отпуштен због нестабилног темперамента. Бек сада води тим бивших Старкових запослених који су кивни на Гвозденог човека, користећи дронове и пројекторе за сценирање напада.
Ем-Џеј закључује да је Паркеров тајни идентитет Спајдермен. Они налазе парче поломљеног пројектора који је остао након напада у Прагу што их даље наводи на чињеницу да је Бек варалица. Паркер путује у Берлин да се сретне са Фјуријем. Схвативши да је већ у Бековој илузији он се бори против неколико дронова који га нападају све док се Фјури не појави и савлада Бека. Фјури пита Паркера за људе који знају за Беков план што Паркера наводи да се излане у још једној Бековој илузији. Бек баца Паркера под воз што озбиљно повреди Паркера и он завршава несвестан у једном од вагона.
Паркер се буди у притворској ћелији полицијске станице у Холандији. Паркер бежи из затвора и зове Хогана у помоћ. Хоган долази у Холандију и открива Паркеру да је Старк оставио постројење у ком Паркер може себи креирати одело по жељи. У Лондону, Бек користи наочаре да направи највећу до сад илузију, мешавину четири Елемента како би убио Ем-Џеј и све потенцијалне познаваоце његовог плана. Паркер успе да поремети ток илузије што натера Бека да пошаље дронове на Паркера. Паркер успе да поврати контролу над И.Д.И.Т. уједно поразивши Бека који умире од последица напада дронова. Беков асистент бежи са снимцима дешавања. Паркер се враћа у Њујорк где започиње везу са Ем-Џеј.
У завршним сценама: новинар Џ. Џона Џејмисон из Дејли Бјугла објављује снимак инцидента у Лондону, где Бек оптужује Паркера за инцидент са дроновима, откривајући да је Паркер заправо Спајдермен; Талос, лидер Скралса, и његова супруга Сорен показују свој прави облик након што су били прерушени у Фјурија и Хилову; Фјури прима поруку у свемирском броду, након чега даје наређење да Скралси наставе са својим послом.

## Улоге
| Глумац            | Улога                     |
| ----------------- | ------------------------- |
| Том Холанд        | Питер Паркер / Спајдермен |
| Самјуел Л. Џексон | Ник Фјури                 |
| Зендеја           | Мишел „Ем Џеј” Џоунс      |
| Џејкоб Баталон    | Нед Лидс                  |
| Коби Смалдерс     | Марија Хил                |
| Џон Фавро         | Харолд „Хепи” Хоган       |
| Мариса Томеј      | Меј Паркер                |
| Џејк Џиленхол     | Квентин Бек / Мистерио    |
| Ангури Рајс       | Бети Брант                |
| Мартин Стар       | Роџер Херингтон           |
| Тони Револори     | Јуџин „Флеш” Томпсон      |
| Џеј Кеј Симонс    | Џ. Џона Џејмисон          |

## Продукција

### Развој
У јуну 2016. године, председник Сони пикчерса Том Рорман изјавио је да су Сони и Марвелов студио посвећени прављењу будућих филмова о Спајдермену након филма Спајдермен: Повратак кући (2017). Наредног месеца, председник Марвеловог студија Кевин Фајги изјавио је да ће уколико се снимају наставци, компанија следити модел филмова о Харију Потеру, да заплет сваког филма обухвата нова школска година, са другим филмом који је требао да се одвија током Паркерове друге године у средњој школи. До октобра 2016, почели су разговори о другом филму, укључујући и оне о негативцу који ће бити приказан, у сагласности са глумцем Спајдермена Томом Холандом, који је потписао за још два филма о Спајдермену након Повратка кући. У децембру, након успешног издања првог трејлера за филм Повратак кући, Сони је најавио наставак филма за 5. јул 2019. године. Инсистирање Сонија да наставак буде објављен у 2019. години компликовало је Марвелову стратегију држања у тајности о плановима за Спајдермена у том филму и другим филмовима Марвеловог универзума, јер лик умире на крају филма Осветници: Рат бескраја (2018) и неће бити оживљен пре филма Осветници: Крај игре у априлу 2019. године до када би већ започели промоцију новог наставка.
Након што су убацили Ајронмена у филму Повратак кући, Сони је објавио у јуну 2017. године да ће у наставку убацити још једног Марвеловог лика. Фајги је изјавио да су Марвел и Сони "тек почели да праве планове" за филм, и додао је да су наступи Спајдермена у Рату бескраја и Крају игре лансирали у сасвим нови кинематографски универзум. Марвел и Сони су желели повратка режисера Џона Вотса за наставак и Вотс је потписао уговор за још један филм о Спајдермену. Фајги је изјавио да ће наставак имати наслов попут Повратка кући, и да неће садржати број „2”„” у наслову. Додао је да се снимање очекује да почне у априлу или мају 2018. године. Као и у Повратку кући, Фајги је изјавио да ће у филму бити приказан негативац који се није до сада појављивао у Марвеловим филмовима. До јула 2017. Вотс је започео преговоре са студијима везано за његов повратак за рад на наставку, а Мариса Томеј је изразила интересовање да понови улогу Меј Паркер.
Паскал је рекао да ће филм почети „неколико минута” након завршетка филма Осветници: Крај игре. У филму није наведено одређено време, али Вотс је сматрао да је то „готово одмах” после Краја игре. С обзиром на то, Вотс је сматрао да ово представља „забаван креативни изазов” за екипу филма Далеко од куће, омогућавајући им да одговоре на многа неодговорена питања у филму Крај игре. Нед, Ем Џеј и Флеш су се претворили у прашину током догађаја у Рату бескраја заједно са Паркером, док неки његови другови нису и сада су пет година старији након догађаја у филму Крај игре. Вотс је ову динамику упоредио са филмом Навигаторов лет (1986), назвавши ситуацију „стварно чудном ... али ... такође и јако забавном”.

### Претпродукција
Крајем августа 2017. године филм је улазио у предпродукцију, а Крис Макена и Ерик Самерс били су у завршним преговорима да се врате на наставку након Повратка кући. Почетком октобра, Џејкоб Баталон потврдио је да ће поновити своју улогу Неда у наставку. Фајг је потврдио да је Вотс прихватио да режира наставак у децембру. У фебруару 2018. године, Зендеја је потврдила да се враћа у улози Ем Џеј. Крајем месеца започело је извиђање локација за филм, као и процес визуализације да креативни тим започне планирање акционих сцена и визуелних ефеката за филм. До краја априла Фајги је изјавио да би снимање филма требало да почне почетком јула 2018. године, а да ће се пре свега одвијати у Лондону. Ово је промена у односу на први филм који је углавном продуциран у Атланти. Фајги је објаснио да је један од разлога за промену локације тај што ће већина радње наставка бити смештена у Европи.
Месец дана касније, Џејк Џиленхол је почео преговоре за улогу Мистерија, док су Томеј и Мајкл Китон потврђени да репризирају њихове улоге Меј Паркер и Адријан Тумс/Лешинар, Џиленхолова улога потврђена је месец дана касније, али Вотс је касније изјавио да се Китон и Лаура Харијер неће појавити у наставку. Такође у мају, Макена и Самерс су такође потврђени као сценаристи филма. На филму су почели да раде из низа белешки које је Марвел саставио на основу различитих утицаја и идеја о причи. То је укључивало и директиву да ће филм бити објављен убрзо након Краја игре и да ће морати да се позабаве смрћу Старка због везе између тог лика и Спајдермена коју су успоставили претходним филмовима. Филм је такође морао да се позабави последицама „Блипа”, петогодишњег периода између Рата бескраја и Краја игре у ком је нестала половина човечанства. Мистерио је изабран за негативца филма зато што је један од упечатљивијих злочинаца из стрипа о Спајдермену који је тек требало да буде приказан у филму, и зато што се његова историја обмане у стриповима предала лику који би могао да искористи Спајдерменову тугу за Старком. Ово је такође омогућило писцима да истражују релевантне савремене теме, попут лажних вести. Мистериов план прошао је кроз неколико фаза, укључујући и први наговештај да би он могао бити прерушени ванземаљац Скрал.
Крајем јуна 2018. Холанд је открио да ће наслов филма бити Спајдермен: Далеко од куће. Фајги је објаснио да су одлучили да открију наслов на овај начин, јер су сматрали да ће вероватно процурити након што су започели снимање. Упоредио је наслов са Спајдерман: Повратак кући по томе што је пун „алтернативног значења” настављајући са коришћењем речи „Кућа”, и открио премису филма да Паркер и његови пријатељи одлазе у Европу на летњи одмор, далеко од њихове куће у Њујорку.

### Снимање
Главно снимање започело је 2. јула 2018. године у Хартфордширу у Енглеској, под радним називом Fall of George. Метју Лојд био је директор фотографије, а претходно је сарађивао са Вотсом на филму Cop Car (2015). Вотс је желео сарађивати са Лојдом и на филму Повратак кући, али кинематограф је у то време радио на филму Моћни ренџери (2017). Снимање се преселило у Лондон, укључујући локације у Источном Лондону, и Лондонском аеродрому. Студијски рад се одвијао у Leavesden Studios-у близу Вотфорда, Енглеска, где је направљен и Венецијски сет. Убрзо након снимања филма, откривене фотографије су показале да се Хемки Мадера враћа улози господина Делмара, као и да су се глумачкој екипи придружили Џеј Би Смув и Нуман Аџар.
Почетком августа потврђено је да су Самјуел Л. Џексон и Коби Смалдерс поновили своје улоге Ника Фјурија и Марије Хил из претходних филмова Марвеловог филмског универзума, а Реми Хи је прихватио улогу месец дана касније. Снимање је одржано у Прагу и Либерецу у Чешкој у септембру, а преселили су се у Венецију крајем месеца. Снимање је пресељено у Њујорк и Њуарк у октобру, где је коришћен радни наслов Bosco. Локације снимања обухватале су подручја око Медисон сквер гардена и Пен стејшна, и аеродром у Њуарку. Снимање је завршено 16. октобра 2018. године.
Лојд је објаснио да је креативни тим филму пришао као причи о путовању и на тај начин желео је да одржи посебан изглед и осећај на свакој посећеној локацији. То је значило да свако заустављање на школском путовању даје различиту шему осветљења и палету боја. На пример, Лојд је током извиђања локације посетио Венецију три пута како би разговарао о томе како ће се тамо снимати сцене, и открио да град има „ведар, пастелни осећај, где светлост продире и обасјава зграде. Она купа људе у овој топлој, пешчаној светлости”. Праг, са друге стране, има „топлију и хладнију мешавину и лепоту те врсте барока источноевропске архитектуре”. Продукција је искористила постојећу расвету на зградама у Прагу, које су у стварности често осветљене за текстуру. Лојд се осећао угодно радећи унутар окружења Марвеловог филмског универзума након што је био директор фотографије у првој сезони Марвелове телевизијске серије Дердевил и минисерији The Defenders, као и радећи на додатној фотографији за филмове Тор: Рагнарок (2017) и  Капетан Марвел (2019). Лојд је првобитно почео планирати коришћење Алекса 65 камера са којима Марвел обично снима, али Сони је тражио да се фокусирају на оптимизацију снимка за своја 2К издања, па је продукција прешла на Алекса Мини камере. Ово је на крају много олакшало употребу камера на локацијама снимања и приликом комбиновања уживо снимања са елементима визуелних ефеката.

### Постпродукција
Крајем октобра 2018. године Сони Пикчерс је постигао нови мулти-филмски договор са „IMAX Corporation” о издавању њихових филмова у ИМАКС формату, укључујући и Далеко од куће. На Сонијевом Комик Кон Експиријенсу у Бразилу одржаном у децембру 2018. године откривено је да ће се Елементали појавити у филму. Сваки од Елементала инспирисан је другим зликовцима из стрипова о Спајдермену, попут воденог са Хидроменом или ватреног са Молтенменом, али у филму их не називају тако. Мартин Стар је наредног месеца потврдио да ће поновити своју улогу Роџера Херингтона. У априлу 2019. године Сони је померио датум објављивања филма за 2. јул 2019. године. Док је промовисао Крај игре на фан догађају у Шангају, Фајги је изјавио да је филм Далеко од куће последњи филм треће фазе Марвеловог филмског универзума, а не први филм четврте фазе како су сви мислили. Такође у априлу, Џексон се вратио да обави реснимање за филм.
Током дискусије о завршној сцени, Вотс је објаснио да су чекали што касније да са Симонсом остваре контакт како би поновио улогу Џ. Џејмисона коју је глумио у Рејмијевој трилогији о Спајдермену, надајући се да ће његово камео појављивање изненадити фанове. Вотс је признао да је постојала шанса да Симонс не би хтео поново да одигра улогу, али изјавио је да никада није разматрао другог глумца рекавши: „То мора бити он. Уколико не жели, то није вредно снимати”. Након што му је предложена идеја за камео појављивање, Симонс је назвао Рејмија и добио режисерову подршку да понови улогу за нови филм. Симонсова сцена снимљена је у конференцијској сали Дизнија испред зеленог екрана. Према Фајгију, промене у стварном свету такође су значиле да је прелазак лика из новинског уредника у „радикалног десног новинара који тако вришти пред камером” имао више смисла. Вотс је описао Далеко од куће као „филм са пуно слојева обмане”. Такође је сматрао да фановима дугује значајнију сцену након кредита него сцену са џокејом на крају Повратка кући . Сцена на крају филма Далеко од куће приказује Фјурија на одмору, у симулацији, и открива да су Фјури и Хил током филма заправо прерушени Скрали. Вотс је овај заокрет смислио након Фјуријеве интеракције са Скралсима у филму Капетан Марвел . Постпродукција за филм Спајдермен: Далеко од куће завршена је у јуну 2019. године.

### Визуелни ефекти
На визуелним ефектима филма радиле су компаније Framestore, Industrial Light & Magic, Image Engine, Sony Pictures Imageworks, Luma Pictures, Rising Sun Pictures, Scanline VFX, Territory Studio и Method Studios. Јанек Сирс радио је као надзорник визуелних ефеката филма и објаснио је да је након објављивања анимираног филма Спајдермен: Нови свет (2018) тим за ефекте тражио начине како да користе више инвентивних ефеката у филму Далеко од куће. Они на крају нису користили додатне ефекте да би представили Спајдерменово чуло паука јер се они нису уклапали у свет радње или су превише слични претходним ефектима, као што је Дердевилова сонарна визија. Они су покушали да искористе Спајдерменове акције и употребу његових способности да покажу његово сазревање од Повратка кући, али и да покажу његов „домет који увек превазилази очекивања јер још увек усавршава своје суперхеројске вештине”.
Method Studios додали су Спајдермена на сцену са глисером у Венецији, у којој носи костим из филма Повратак кући. Image Engine је креирао Старков џет, дрон и сателит. Рад на џету подразумевао је и креирање новог одела Спајдермена, за које су морали да дизајнирају унутрашњост одела на основу скенирања практичног костима који им је дат. Направили су и холандско поље лала за сцену која је снимана у травнатој пољани у Великој Британији. Било јој је потребно око два милиона дигиталних лала. Rising Sun Pictures створио је холограме које је Мистерио користио када је објашњавао Елементале Спајдермену, а који укључују симулације црних рупа и елементе истражене из историјске историје и митологије. Компанија је желела да холограми имају сличан квалитет као они који су креирани за филм Капетан Марвел. Мистерија је дизајнирао Рајан Мајнердинг, шеф визуелног развоја Марвеловог студија, како би изгледао као комбинација различитих Марвелових јунака, попут Тора и Доктора Стрејнџа. Његова кацига у облику акваријума за рибице задржана је из стрипа. Дигиталлине модел Мистерија креирао је Scanline.
Елементи су се састојали од анимираних фигура, често вођених успореним перформансама за снимање покрета, са ефектима слојевите околине. Scanline је створио земљаног и воденог, Luma је створила ватреног, а SPI је одрадио ефекте коначног спајање четири Елементала, који се зове Супер Елементал. Коначну битку креирао је SPI, а састојала се од преко 300 снимака визуелних ефеката. Поред стварања Супер Елементала − који је захтевао обимне симулације ефекта за различите комбиноване елементе, попут „водене, стена, лаве и муње”, компанија је морала да креира и дигитални модел Тауербриџа јер је предвиђено да се борба одвија у његовој близини. Компанија је покушала у потпуности да направи само мале делове моста тамо где је то потребно, али је на крају захтевало да око 80% моста да буде у потпуности детаљан због тога колико се види током сцена борбе. За борбу су искористили Image Engine-ов модел Старковог џета и створили беспилотне моделе и ново одело Спајдермена које су користили и остали сарадници. У почетку су имали једини дизајн за беспилотне летелице које су садржале ракете и топове, али то се понављало током битке и тако су пројектовани пламенови и звучни дронови. Поред тога, небо и позадина су морали да се дигитално замене у већем делу сцене.
Framestore је управљао сценом „Битка илузија” у којој је Мистерио заробио Спајдермена у оквиру низа сложених илузија заснованих на страху. На основу раних прототипова сцене из Framestore, Марвел је одлучио да је прошири на око 150 снимака. Компанија је користила постојеће дигиталне ресурсе других сарадника, укључујући различита одела Спајдермена, у комбинацији са новим моделима попут оних за статуе погинулих јунака или „Зомби Ајронмена”. Ефекат зеленог дима који је присутан током читавог филма створен је помоћу софтвера Худини. Framestore је инспирацију понудио из наслова серије филма о Џејмсу Бонду, посебно из филма Спектра за део битке на гробљу.

## Музика
Мајкл Џијакино, композитор у првом филму Спајдермен: Повратак кући, потврдио је да ће радити и на наставку Далеко од куће у октобру 2018. године. Песма „I Will Always Love You” коју пева Витни Хјустон чује се на почетку филма у „ин мемориам” сцени. Албум са звучним записима објавио је Sony Classical 28. јуна 2019. године.

## Маркетинг
Због тога што је Паркер умро на крају Рата бескраја, Жерман Лузије из „io9” приметио је у мају 2018. године да ће Сони почети са рекламирањем филма два месеца пре његове премијере, што је значило да ће Паркер бити оживљен у филму Крај игре. Он је предложио да примене другачији приступ, док је представник компаније Сони изјавио да ће студио сарађивати са Марвелом у осмишљавању стратегије филма. Холанд и Џиленхол појавили су се у првом трејлеру за Далеко од куће на Сонијевој трибини Комик Кон у Бразилу 8. децембра 2018. године. У трејлеру нису приказани догађаји из филмова Рат бескраја и Крај игре, а Стивен Вајнтрауб је за Collider описао филм као да је само наставак „Спајдерменовог универзума”. Холанд је трејлер јавно објавио на свом Инстаграм налогу 15. јануара 2019. године. Објављена је и мало другачија „међународна верзија”. Неколико часописа коментарисали су Паркерово појављивање у трејлеру претходило догађајима из филма Рат бескраја, Зек Страф из IndieWire-а истиче да, иако трејлер открива Паркеров повратак, не објашњава како.
Адам Читвуд из Collider-а описао је трејлер као „сладак и забаван” баш као и повратак у породицу, а одобрио је и причу о одмору, прикључивање Фјурија и кратку појаву Мистерија. Сматрао је да филм изгледа „мало мање посебно” у поређењу са успешним анимираним филмом Спајдермен: Нови свет. Објављен је постер за најаву филма, на ком је приказана Спајдерменова маска излепљена путним налепницама. Читвуд је рекао да је постер „заиста забаван, и да потенцијално наговештава локације филма са налепницама”. Грим Макмилијен из Холивуд репортера сматрао је да је трејлер представио претњу Елементаласа како би публика била „одбачена од мишљења” да је Мистерио зликовац. Макмилијенов колега Ричард Неуби сматрао је да је „главни успех трејлера то што приказује да Спајдермен: Далеко од куће спретно меша старе и нове школске елементе Паркера”. Неуби је такође био узбуђен због укључивања Фјурија. Форбсов старији сарадник Скот Менделсон сматрао је да траилер показује „чисто поверење” Сонија у његовим филмовима о Спајдермену, посебно након успеха филмова Повратак кући,  Веном (2018) и Нови свет. Трејлер је за 24 сата добио 130 милиона прегледа, надмашивши трејлер филма Повратак кући (116 милиона прегледа) као најгледанији трејлер Сони пикчерса у том временском периоду.
Други трејлер за филм објављен је 6. маја 2019. године. Холанд је на приказивању упозорио да трејлер садржи спојлере филма Осветници: Крај игре. Вотсу, који је знао радњу филмова Рат бескраја и Крај игре и сарађивао са браћом Русо о појављивању Спајдермена у тим филмовима, лакнуло му је јер је након приказивања другог трејлера могао отвореније да говори о филму Далеко од куће. Други трејлер је прегледан 135 милиона пута у 24 сата, надмашивши први трејлер филма. Почетком уводног викенда, пројекције Краја игре почињале су са Холандовим обраћањем публици да остане и након сцене кредита а трејлер је приказан по завршетку филма. Марвел је претходно додао трејлер филма  Осветници (2012) након завршетка филма Капетан Америка: Први осветник (2011). Јунајтед ерлајнс је био промотивни партнер филма, а један од њихових авиона Боинг 777 и неколико запослених су се појавили у филму. Као и код претходних филмова Марвеловог филмског универзума, Ауди је био спонзор филма, промовишући неколико возила попут е-трон СУВ-а, а такође су се и нека од њихових других возила појавила у филму. У партнерству са неколико других компанија, укључујући Dr Pepper, Papa John's Pizza и Бургер кинг, филм је имао укупну промотивну маркетиншку вредност од 288 милиона долара, што је највећа за један филм икад.
Уочи кућног медијског издања филма, у септембру 2019. године Сони је објавио трејлер о „Ноћном мајмуну”, који садржи снимке из филма Спајдермен о његовом истоименом шаљивом алтер-егу. Касније током месеца Сони је створио праву верзију измишљене веб локације „TheDailyBugle.net” као део виралне маркетинг кампање за промоцију издања филма на кућним медијима. Инспирисан реалним веб локацијама које се баве заверама, веб локација приказује Симонса како поново представља своју улогу Џејмисона у видеу у којем говори против Спајдермена и даје подршку Мистерију, пре него што је додао: „Хвала на гледању. Не заборавите да се волите и претплатите!” Веб страница садржи изјаве наводних жртава „Блип”-а, укључујући и ону која се жалила да су нестали у опасној ситуацији и да су озбиљно повређени када су се поново појавили. Ово је у супротности са изјавом Фајгија који каже да би се свако у таквој ситуацији поново појавио на сигурно. Неколико дана након што је ово истакнуто, веб локација је ажурирана изјавом да је ова прича лажна, пласирана због захтева за осигурање.

## Реализација

### Биоскопи
Спајдермен: Далеко од куће је премијерно приказан у Холивуду 26. јуна 2019. године. Филм је премијерно приказан у Кини и Јапану 28. јуна, а у Сједињеним Америчким Државама 2. јула, у 3Д-у и ИМАКС-у. Првобитно је требало да буде приказан 5. јула. Филм је поново приказан за викенд Празника рада, 26. августа, уз четири минута додатних снимака.

### Кућни медији
Спајдермен: Далеко од куће је 17. септембра 2019. године издат на Ултра ХД Блу-реју и Блу-реј диску а 1. октобра на ДВД-ју. Издање кућног медија садржи кратак филм под називом Peter's To-Do List, који користи сцене Паркера за проналазак различитих предмета које су исечени из филма приказаног у биоскопима. Додаци обухватају и сцену у којој се појављује Хемки Мадера у улози господина Делмара, улоге коју је глумио у филму Спајдермен: Повратак кући.

## Пријем

### Зарада
Од 29. септембра 2019. године, Спајдермен: Далеко од куће зарадио је 390,2 милиона долара у Сједињеним Државама и Канади и 740,9 милиона долара на другим територијама, и остварио укупан износ зараде од 1,131 милијарди долара широм света. Дана 18. августа 2019. године филм је надмашио Скајфол (2012) и постао филм Сони пикчерса са највећом светском зарадом.
Био је приказан у 4.634 биоскопа, остваривши рекордних 39,3 милиона долара на премијери у уторку, укључујући и процењених 2,8–3 милиона долара од поноћних приказивања у око 1.000 биоскопа. Потом је други дан зарадио 27 милиона долара, што је најбољи зарада Марвеловог филма у среду, и 25,1 милион долара 4. јула, што је друга по висини зарада на празник иза зараде филма Трансформерси (29 милиона $ у 2007. години). У првом викенду приказивања филм је зарадио 92,6 милиона долара, и укупно 185,1 милиона долара током шестодневног приказивања, премашивши 180 милиона долара које је Спајдермен 2 зарадио током свог шестодневног приказивања 4. јула 2004. године. У свом другом викенду приказивања, филм је зарадио 45,3 милиона долара, остваривши пад од 51% у односу на први викенд приказивања. Далеко од куће зарадио је преко 21 милиона долара током приказивања трећег викенда, али деструирао их је новопридошли филм Краљ лавова.
Далеко од куће је према проценама зарадио око 350 милиона долара широм света до краја прве недеље приказивања, и око 500 милиона долара у Сједињеним Америчким Државама током првих 10 дана приказивања. У Кини и Јапану, где је објављен недељу дана пре америчког дебија, филм је зарадио око 90 милиона долара у уводном викенду приказивања. У Кини, где су улазнице у претпродаји биле јефтиније него за филм Повратак кући, филм је првог дана зарадио 35,5 милиона долара, укључујући 3,4 милиона долара од поноћних прегледа (четврта најбоља зарада свих времена за суперхеројски филм у земљи). Уводни викенд приказивања завршио је са зарадом од 111 милиона долара од чега су 98 милиона долара зарађених у Кини. Далеко од куће завршио је са зарадом од 580,1 милиона долара широм света током првих 10 дана приказивања, укључујући 238 милиона долара зарађених у свету у првом викенду приказивања. У Кини је филм током првих 10 дана приказивања зарадио 167,4 милиона долара, а остале његове највеће зараде биле су у Јужној Кореји (33,8 милиона долара), Великој Британији (17,8 милиона долара), Мексику (13,9 милиона долара) и Аустралији (11,9 милиона долара).

### Критике
На вебсајту агрегатора рецензија Ротен томејтоузу, филм има 90% позитивних оцена од 412 прегледа, са просечном оценом 7,44/10. Консензус критичара веб странице гласи: „Лаки непредвидив спој тинејџ романтике и суперхеројске акције, Спајдермен: Далеко од куће поставља основу за следећу фазу Марвеловог филмског универзума.” Метакритик, који користи пондерисани просек, доделио је филму оцену 69 од 100 на основу 55 критичара, указујући на „опште повољне критике”. Публика коју је анкетирао CinemaScore дала је филму просечну оцену „A” на скали од A+ дo F, док су они на PostTrak-у  дали укупну позитивну оцену од 90% и „дефинитивну препоруку” од 76%.
Пишући за Чикаго сан тајмс, Ричард Репер је филму доделио 3 од 4 звезде, назвавши га „љубазним, слатким и задовољавајућим” и похвалио је глумачку екипу. Бернард Бу из PopMatters-а похвалио је филм, коментаришући: „Спајдермен: Далеко од куће технички је завршни филм фазе 3 у Марвеловом филмском универзуму, и тешко је смислити бољи начин да се заврши најуспешнија по заради филмска франшиза у историји.”
Пишући за IndieWire, Дејвид Ерлих дао је филму оцену „C” и, упркос похвали за глумачку екипу, филм је назвао „ненадмашивим делом суперхеројског филма који постоји само да среди неред који су Осветници: Крај игре оставили” и додао: „Али Спајдермен ког видимо на крају филма разликује се од оног са којим смо се срели на почетку, он је сада самопоузданији и спреман да прихвати сврху свог постојања.”